# Nika Shakarami
Nika Shakarami oder Schakarami (persisch نیکا شاکرمی, DMG Nīkā Šākaramī; geboren am 2. Oktober 2005 in Chorramabad; gestorben am 20. September oder 21. September 2022 in Teheran) war eine Iranerin, die die Proteste im Iran seit September 2022 gegen die Tötung von Jina Mahsa Amini unterstützte und dabei selbst von Regimekräften ermordet worden ist. Berichte über ihren Tod, dessen ungeklärte Umstände und die widersprüchlichen Angaben des Iran-Regimes dazu machten die Getötete weltweit bekannt und verstärkten die Proteste im Iran erheblich. Nika Shakarami wurde wie Jina Mahsa Amini und weitere Todesopfer der Proteste im Iran ab September 2022 zur Symbolfigur der Widerstandsbewegung gegen das repressive Regime der Islamischen Republik.

## Leben
Nika Shakarami wurde am 2. Oktober 2005 in der Provinz Luristan geboren. Ihr Vater war Buchhalter in einem Bergbaubetrieb und starb, als sie zehn Jahre alt war. Eines ihrer Hobbys war das Singen, das für Frauen im Iran streng verboten ist. In einem Video, das nach ihrem Tod weltweit verbreitet wurde, steht sie auf einem kleinen Podest, hält ein Mikrofon und singt vor Mitschülerinnen in breitbeiniger Pose.
Im Mai 2021 freundete sich die 15-Jährige auf Instagram mit der deutschen Schülerin Nele aus Leipzig an, schrieb und telefonierte täglich mit ihr. Während sie einander kennenlernten, zog Nika nach Teheran zu ihrer Tante Atash Shakarami, einer Malerin. Von ihr erhielt sie Zeichenunterricht und ging nicht mehr zur Schule, obwohl sie gute Leistungen erbrachte. Sie wollte nach der Schulzeit ins Ausland gehen. Um unabhängig zu sein, arbeitete sie in Teilzeit in einem Café, wo sie eine Ausbildung als Barista absolvierte. Ihren Freunden zufolge ging Nika offen mit ihrer Liebesbeziehung zu Nele um, so dass viele Bekannte davon gewusst hätten. Seit den Protesten gegen Jina Masha Aminis mutmaßliche Ermordung veränderten sich Nikas Nachrichten an Nele und lasen sich für sie im Nachhinein wie ein Abschiedsbrief.

## Todesumstände
Am 19. September 2022, drei Tage nach Jina Mahsa Aminis Tod, beschloss Nika Shakarami, sich den Protesten anzuschließen, die inzwischen auch Teheran erfasst hatten. Nach Angaben ihrer Tante Atesh Shakarami, bei der sie wohnte, verließ sie das Haus am nächsten Tag mit einer Flasche Wasser und einem Handtuch, wohl um sich vor Tränengas der Polizeikräfte zu schützen.
Der Sender CNN rekonstruierte den wahrscheinlichen Verlauf der Proteste jenes Tages anhand von dutzenden Videos und Zeugenberichten. Demnach fanden die größten Protestversammlungen jenes Abends um die Universität Teheran und den Keshavarz-Boulevard statt. Zwischen 17:00 und 18:00 Uhr versammelten sich Studenten beim Laleh-Park in Teheran. Wie ein Handy-Video zeigt, stand Nika Shakarami dort auf einem Müllcontainer und verbrannte ihren eigenen Hidschāb und andere, die ihr gereicht wurden. Im Hintergrund riefen Anwesende die Parole „Tod dem Diktator“. Die Demonstrantin Najmeh sagte CNN: „Ich erinnere mich, wie mutig sie war, denn sie kletterte auf die Mülltonne und kam nicht mehr herunter. Sie verbrannte auch ihr Kopftuch.“ Somit stand sie zu Beginn jener Nacht an vorderster Front der Proteste. Mehreren Zeugen zufolge führte sie furchtlos Sprechchöre an. Vermutlich wurde sie darum zur Zielscheibe für die Polizei und die gefürchtete Basidsch-Miliz. Laut Zeugenaussagen griffen die Regimekräfte die Demonstranten zwischen 19:00 und 20:00 Uhr mit Tränengas und Schrotkugeln an und packten sie, um sie festzunehmen. Daraufhin begannen die Demonstranten zu flüchten, um der Festnahme zu entkommen. Nach weiteren Belegen verfolgten Polizisten Nika Shakarami in dieser Nacht. Eine Mitdemonstrantin bezeugte, sie habe Nika mit einer Gruppe, die vor dem Tränengas der Polizei geflohen war, bei einer Tankstelle nahe der Universität Teheran gesehen. Andere Zeugen filmten, wie Beamten in Zivil Demonstranten festnahmen. Augenzeugen berichteten, dass die Polizei mit Schlagstöcken auf Frauen einschlug und diese dann in Polizeiwagen einsperrte. Eine Filmaufnahme von 20:37 Uhr zeigt Nika Shakarami auf einer Straße zwischen Autos, umgeben von 20 bis 30 auf Motorrädern patrouillierenden Basidschi. Auf dem letzten bekannten Video der lebenden Nika war sie von drei Seiten von Regimekräften umzingelt. Einer Augenzeugin zufolge soll sie mit Steinen nach ihnen geworfen haben, worauf Polizisten in Zivil sie verhaftet und in ein Auto gezwängt hätten.
Laut Nikas Mutter Nasrin Shakarami hatte sie abends am 20. September 2022 oft mit Nika telefoniert, als diese auf dem Keshavarz Boulevard Teherans unterwegs war, und sie gebeten, nachhause zu kommen. Die Anrufe seien wegen der Unruhe dort oft abgebrochen. Gegen 23:30 Uhr habe sie letztmals mit Nika gesprochen und ihre Freunde sagen gehört, sie seien auf der Flucht vor den Regimekräften. Im Hintergrund habe sie Schreie von Demonstranten und Polizisten gehört. Das Telefonat sei abgebrochen, dann sei das Handy abgestellt worden. In derselben Nacht löschten Unbekannte Nikas Konten in den Sozialen Medien und sperrten ihr Handy.

## Suche nach der Vermissten
In der Annahme, man habe Nika festgenommen, fragte die Familie die Polizei in Teheran ab dem 21. September 2022 immer wieder nach ihrem Verbleib. Nach Angaben der Mutter wusste niemand etwas. Nur ein einziger Beamter habe ihnen wiederholt mitgeteilt, es gehe Nika gut. Um sie zu beruhigen, habe er gesagt: Die Iranische Revolutionsgarde (IRGC) halte Nika in Gewahrsam, um sie zu verhören. Sie sei mit vielen anderen Häftlingen an einem guten Ort; dessen sei er sicher. Wo, teilte er nicht mit. Er kannte aber Nika’s nationale Identifikationsnummer und gab sie der Mutter, um ihr die Nachfragen bei Behörden zu erleichtern.
Ab 21. September 2022 machten Nikas Tante Atash und ihr Mann Mohsen Shakarami im Internet Nikas Verschwinden und dessen Umstände bekannt. Atash Shakarami verwies auf ein Video, das Nika selbst während der Demonstration auf ihr Instagramkonto hochgeladen hatte, bevor dieses gelöscht wurde. Es zeigte sie beim Verbrennen von Hidschabs.
Zehn Tage lang suchte die Familie erfolglos nach Nika, unter anderem in Gefängnissen, Krankenhäusern und Leichenschauhäusern. Ihre Tante Atash Shakarami postete Nikas Foto auf ihrer Instagram-Seite und bat um Hilfe bei der Suche. Nach etwa einer Woche berichtete sie der BBC Farsi, ein ungenannter Kontaktmann der IRGC habe ihr mitgeteilt: Nika sei einige Tage lang im Gewahrsam der IRGC gewesen. Nach Abschluss der Verhöre und Aufbau einer Anklageschrift habe man sie vor ein, zwei Tagen in das Evin-Gefängnis in Teheran gebracht.

## Verhalten der Behörden des Iran

### Bekanntgabe des Todes und Leichenübergabe
Nach vielen Anfragen der Familie Shakarami zeigte die Polizei ihr am 29. September 2022 ein Foto der toten Nika. Man teilte der Mutter mit, das Foto sei noch am 20. September entstanden. Dass die Polizei die Angehörigen erst neun Tage später über den angeblichen Fund der Toten informierte, erklärte sie mit dem „Chaos und der Unruhe“ durch die Proteste. Nikas Mutter widersprach dem am 6. Oktober 2022 öffentlich: Nika habe ihren Ausweis und ihr Telefon bei sich gehabt. Nur diese beiden Gegenstände habe man der Familie nicht wiedergegeben, sonst alle Habe Nikas.
Die Angehörigen sollten die Tote am 30. September 2022 in einer Leichenhalle identifizieren. Dort sagte man Nikas Shakaramis Mutter, die Tote sei schon am 21. September eingeliefert worden. Nach ihren Angaben durfte die Familie dort nur ein paar Sekunden lang Nikas Gesicht anschauen. Die Leichenhalle von Kahrisak gehört zu einer Haftanstalt Teherans, die nach den Massenprotesten von 2009 im Iran eingerichtet wurde und für systematische Folter und Morde an Häftlingen bekannt ist. Nach unbestätigten Berichten soll Nika zuvor dort gefangen gehalten worden sein.
Am 1. Oktober 2022 übergaben die Behörden den Leichnam der Familie zur Bestattung. Erst danach erkannten die Angehörigen Nikas tödliche Verletzungen: Ihre Nase war zerschmettert, ihr Schädel gebrochen und zerfallen, offenbar durch viele Schläge eines harten Objekts. Dies bezeugte Atash Shakarami an jenem Tag gegenüber der britischen Zeitung The Daily Telegraph. Am 2. Oktober berichtete sie der BBC Persian Television, die IRGC hätten ihr mitgeteilt, sie hätten Nika fünf Tage lang in ihrem Gewahrsam gehabt und dann Gefängnisleitern übergeben.

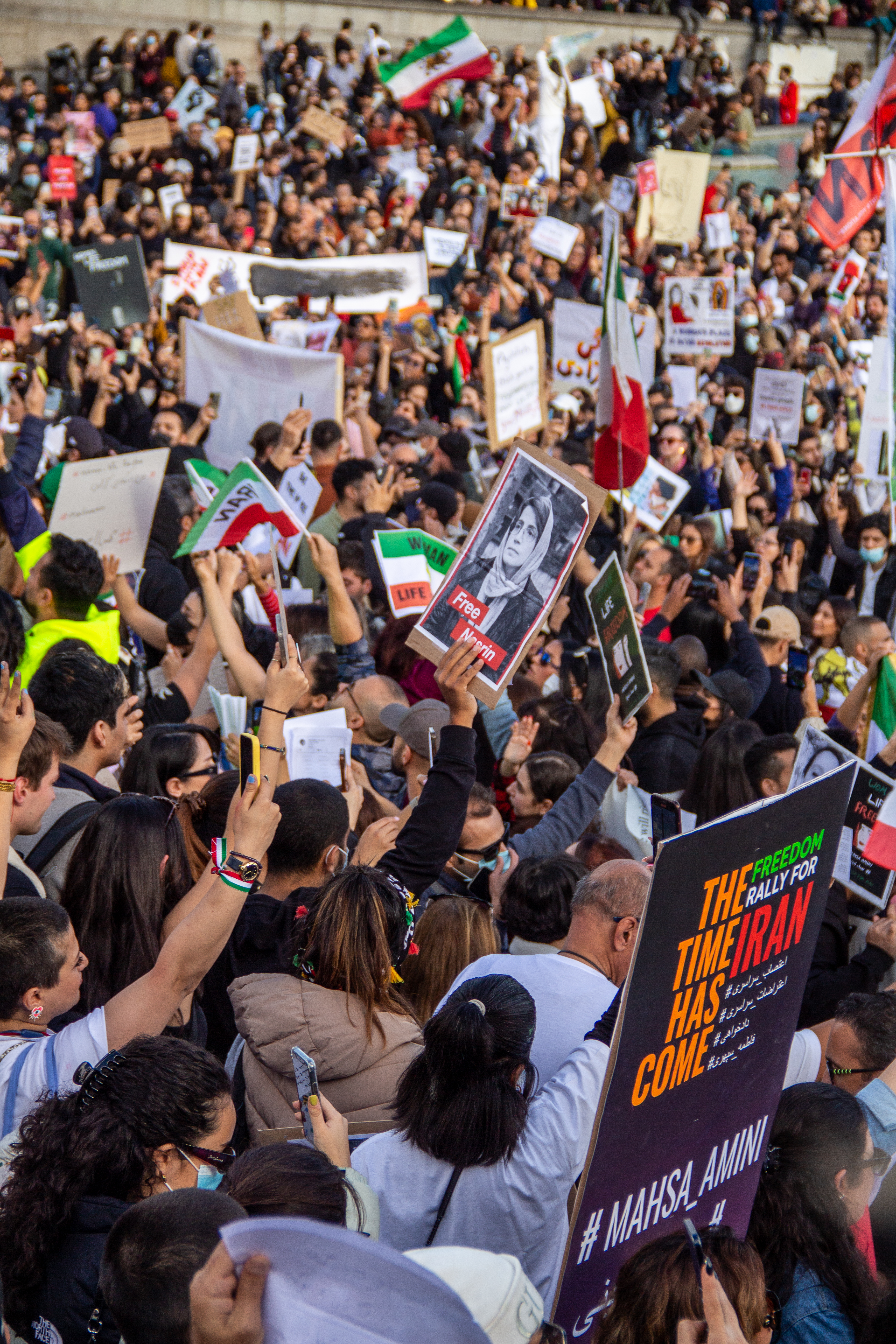
Solidaritätskundgebung für die Proteste im Iran, London, 1. Oktober 2022

### Raub des Leichnams und heimliches Begräbnis
Familie Shakarami wollte Nika in ihrer Heimatstadt Chorramabad mit einer öffentlichen Feier bestatten und hatte dazu auf dem örtlichen Friedhof eine Grabstelle erworben. Die Behörden wollten das öffentliche Begräbnis verhindern, behinderten die Überführung des Leichnams und verboten der Familie eine öffentliche Trauerfeier, um Demonstranten davon fernzuhalten. Sie drohten, Angehörige Nikas zu töten, die zur Bestattung in Chorramabad gehen würden. Dies entsprach der bekannten Methode des Regimes, Tote als Druckmittel gegen Opferangehörige zu benutzen, um sie zum Schweigen zu bringen.
Nikas Mutter weigerte sich, die Feier abzusagen. Diese sollte am 3. Oktober 2022, Nika Shakaramis 17. Geburtstag, stattfinden. Kurz vor dem Termin entdeckte die Familie, dass Regimekräfte Nikas Leichnam heimlich gestohlen und unter schweren Sicherheitsvorkehrungen in dem etwa 40 km entfernten Dorf Veysian bestattet hatten. Der Familie blieb nur eine Feier ohne Nikas Leichnam; dabei ehrten die Angehörigen sie als Märtyrerin. Auf dem Friedhof von Chorramabad versammelten sich hunderte Protestierende und riefen Parolen gegen das Regime, etwa „Tod dem Diktator“, bezogen auf den obersten religiösen Führer Ali Chamenei.

### Festnahmen und erzwungene Falschaussagen
Bis zum 2. Oktober 2022 postete Atash Shakarami über Nikas Verschwinden und Todesumstände im Internet. In einem ihrer letzten Posts verwies sie auf die für den Folgetag geplante Bestattung Nikas in Chorramabad. Daraufhin nahmen die Behörden sie und ihren Mann fest und brachten sie an einen unbekannten Ort. Rana Rahimpour, die Iran-Spezialistin der BBC, machte Atashs Verhaftung am 3. Oktober 2022 auf Twitter bekannt.
Am 5. Oktober 2022 sendete Irans Staatsfernsehen aufgezeichnete Aussagen der beiden. Entgegen ihren früheren Posts bestätigte Atash Shakarami plötzlich die Polizeiversion, Nika sei von einem Gebäude gestürzt und davor gefunden worden. Mohsen Shakarami sprach sich gegen die Proteste aus. Doch zuvor flüsterte jemand hörbar auf Persisch: „Sag es, du Dreckskerl!“ Ein Bekannter der Familie informierte die BBC, man habe die beiden durch intensive Verhöre und Morddrohungen gegen andere Familienmitglieder gezwungen, die Polizeiversion von Nikas Tod zu bestätigen. Danach wurde das Paar freigelassen. Am 6. Oktober 2022 bestätigte Nasrin Shakarami, die beiden Verwandten seien in der Haft zu Falschaussagen gezwungen worden. Man habe gedroht, Mohsens vierjähriges Kind einzusperren, und ihnen befohlen, über Nikas Todesursache zu lügen.

### Angebliche Todesursachen
Seit Bekanntgabe des Todes von Nika Shakarami machten Irans Staatsbehörden widersprüchliche Angaben zur Todesursache: Teherans Polizei legte einen Unfall, Teherans Staatsanwaltschaft ein Tötungsdelikt nahe und behauptete dann einen Suizid.
Die staatliche Tasnim News Agency (TNA) erklärte anfangs, es gebe keine offiziellen Angaben zur Todesursache. Am 3. Oktober 2022 behauptete die Polizei, Nika Shakarami sei durch einen „Sturz aus großer Höhe“ gestorben. Dazu veröffentlichte sie ein Foto, das augenscheinlich Nikas leblosen Körper auf einem Bürgersteig zeigte. Daneben lagen eine Wasserflasche und ein Handytelefon. Die Familie Shakarami hielt das Foto für gestellt. Denn die Polizei konnte nicht erklären, warum sie Nika nicht rasch identifizieren und die Familie verständigen konnte, falls die Tote und ihr Handy wie auf dem Foto beieinander auf der Straße lagen.
Am 5. Oktober 2022 sprach die Staatsanwaltschaft laut TNA von einem Tötungsdelikt: Nika habe ein im Bau befindliches Gebäude betreten, in dem acht Bauarbeiter bei der Arbeit gewesen seien. Diese seien bei Ermittlungen zu ihrem Tod festgenommen worden. Möglicherweise hätten die Arbeiter sie von dem Rohbau geworfen. Ein dazu veröffentlichtes unscharfes Video zeigte ein junges Mädchen oder eine Frau ohne erkennbares Gesicht (angeblich Nika Shakarami), die eine Gasse entlang ging und ein Gebäude durch eine Tür betrat, angeblich kurz nach 0:00 Uhr am 21. September. Mohammad Shahriari, Chef der Staatsanwaltschaft der Provinz Teheran, erklärte laut der staatlichen Islamic Republic News Agency (IRNA): Nachbarn hätten am 21. September gegen 3:00 Uhr nachts ein Geräusch beim Nachbargebäude gehört, aber niemand fallen gesehen. Morgens hätten sie die Tote im Innenhof des Gebäudes gefunden. Das Überwachungsvideo zeige, dass Nika das unfertige vierstöckige Gebäude durch eine unverschlossene Tür betreten habe. Ermittler hätten ihren Rucksack auf dem Dach gefunden. Bei einer Autopsie der Toten seien viele Knochenbrüche im Becken, Kopf, oberen und unteren Gliedern, Händen und Füßen gefunden worden. Demnach sei die Person „von einer Höhe hinabgeworfen“ worden. Entgegen „Gerüchten“, sie sei bei Protesten erschossen worden, habe man keine Schusswunden an ihrem Körper gefunden.
Am 6. Oktober 2022 antwortete Nikas Mutter auf die Behördenangaben mit einer Videobotschaft an Radio Farda: Beim Abholen der Toten aus der Leichenhalle habe die Familie nur Kopfverletzungen, keine sonstigen Brüche festgestellt. Sie selbst habe am Körper ihrer Tochter keine Wunden außer einer Autopsienaht auf der Brust gesehen. Aber Nikas Gesicht, Wangen und Zähne seien zerschmettert, im Hinterkopf sei ein großes Loch gewesen. Dazu zitierte Radio Farda Nikas Totenschein, den die Behesht-e Zahra Organization am 2. Oktober veröffentlicht hatte: Danach starb Nika am 21. September 2022 „durch zahlreiche Verletzungen, verursacht durch Gewalteinwirkung eines harten Objekts“. Identische Angaben trug der Totenschein eines Teheraner Friedhofs für Nika Shakarami, den die BBC Farsi am 6. Oktober 2022 einsehen konnte, später auch die Menschenrechtsorganisation Amnesty International (AI). Die Art der Verletzungen, so die BBC, lasse auf Knüppelschläge als Todesursache schließen. Laut Nasrin Shakarami bestätigten auch forensische Obduktionsberichte, dass Nikas Körper, Arme und Beine intakt waren und nur ihr Kopf Schäden aufwies, Zähne zerschmettert waren oder fehlten und der Hinterkopf ein Loch hatte. Darum beschuldigte sie die Behörden des Mordes an ihrer Tochter: Nika sei am Tag ihres Verschwindens bei den Protesten durch harte Schläge auf ihren Kopf getötet worden. Die Behörden hätten sie, die Mutter, mit Drohungen zu nötigen versucht, Nikas Tod als Suizid durch einen Sprung von dem Gebäude darzustellen. Die Familie habe erwartet, dass die Behörden den Mord vertuschen würden. Doch ihre Lügen seien offensichtlich.
Am 10. Oktober 2022 erklärte Nasrin Shakarami gegenüber BBC Farsi, die im Video beim Betreten eines Gebäudes gezeigte Person sei nicht ihre Tochter. Bekannte der Familie bestätigten, jene Person habe nicht Nikas Gang. Ihre Mutter beschuldigte die Regimekräfte erneut des Mordes an Nika. BBC-Investigativjournalisten stellten fest, dass die im Video gezeigte Person wie auch eine Katze im Bildhintergrund sehr ruhig gingen. Dies passte nicht zur Unruhe der Proteste und der durch ihre Telefonate bekannten hektischen Flucht Nikas vor der Polizei und deren Tränengasangriffen. In einem Interview mit der staatsunabhänggen iranischen Zeitung Etemad bekräftigte Nasrin Shakarami: Niemand könne beweisen, dass das Mädchen in dem Behördenvideo Nika sei. Anders als diese habe es eine Maske getragen, man erkenne den Schauplatz des Videos nicht und die Kamera habe den Schatten einer weiteren Person eingefangen. Darum sei sie überzeugt, dass ihre Tochter „bei den Protesten war und dort getötet wurde“. Am Folgetag, dem 11. Oktober 2022, entfernte Etemad das Interview von ihrer Webseite.
Ferner sagte Nasrin Shakarami der New York Times (NYT), sie wolle die Geschichte ihrer Tochter veröffentlichen und lebe unter „schwierigen Bedingungen“: „Sie bedrohen mich. Ich habe gesagt, was ich sagen musste, um zu erklären, was passiert ist.“ Damit bezog sie sich auf ihren Vorwurf, die Regimekräfte hätten ihre Tochter getötet und sie unter Druck gesetzt, Nikas Tod als Suizid darzustellen. Daraufhin wurde ihr Telefonat mit der NYT abrupt unterbrochen. Man habe ihre Telefonnummer abgeschaltet, teilte eine automatische Nachricht von Irans staatlicher Telekommunikationsgesellschaft mit.
Am 26. Oktober 2022 bat CNN Irans Regierung, zu den CNN-Recherchen zu Nikas Festnahme Stellung zu nehmen. Daraufhin erschien auf der Nachrichtenwebseite Mizan, die mit Irans Justiz verbunden ist, ein Text, der einen Suizid Nikas behauptete und einen Teheraner Staatsanwalt als Zeugen dafür nannte. Auf dieser Version bestanden die iranischen Behörden.
Um die Suizid-Behauptung zu untermauern, postete der Justizbeamte Mohammad Shahriari auf seinem Instagramkonto das Bild eines Mädchens, das auf dem Dach eines Gebäudes lag. Er behauptete, das Bild zeige Nika Shakarami und stamme aus ihrem Handy. Daraufhin bekräftigte Reza Bagheri, der Rechtsanwalt der Familie Shakarami, in einem Interview mit der Zeitung Sharg: Nika sei nicht durch Suizid gestorben. Das veröffentlichte Bild sei nicht authentisch und stamme nicht von Nika. Shahriari habe damit gegen das Gesetz verstoßen.
Ein der BBC vorliegendes, geleaktes Dokument bestätigte den Verdacht, dass Nika Shakarami von Sicherheitskräften ermordet wurde. Nach monatelanger Prüfung des Dokuments veröffentlicht die BBC Ende April 2024 einen Bericht dazu. Demnach wurde Shakarami von iranischen Sicherheitskräften in einen Van verbracht, dort gefesselt, sexuell belästigt und mit Schlagstöcken geschlagen, die den Tod von Shakarami verursachten.

## Gedenkfeiern und Proteste
Abends am 26. Oktober 2022 (einem Freitag) versammelten sich erneut Hunderte auf dem Friedhof von Chorramabad, um Nika Shakarami zu betrauern und gegen das Regime zu demonstrieren. Am selben Tag, dem 40. Tag seit Jina Mahsa Aminis Tod, der im Islam traditionell besonders gefeiert wird, kam es in vielen Großstädten Irans zu großen Demonstrationen gegen das Regime. In Borudscherd hielten die Teilnehmer dabei ein großes Banner mit dem Satz „Wir werden dich rächen, liebe Nika“. Bei diesen wie bei den vorigen Protesten schoss die Polizei mit scharfer Munition auf Demonstranten und tötete eine unbekannte Zahl von ihnen. Nikas Mutter Nasrin Shakarami sagte in einem Interview mit der BBC Farsi: „Wie Nika bin ich seit meiner Kindheit gegen die Hidschab-Pflicht, aber meine Generation war nicht mutig genug, um zu protestieren. Die Menschen in meinem Alter haben jahrelang Unterdrückung, Einschüchterung und Demütigung hingenommen, aber meine Tochter hat protestiert und sie hatte jedes Recht dazu.“ Am 27. Oktober 2022 demonstrierten erneut größere Menschenmengen auf dem Friedhof in Chorramabad und in Borudscherd für Nika Shakarami. Sie verwiesen dabei auf den bevorstehenden 40. Tag seit ihrem Tod (30. Oktober 2022). Viele Anwesende weinten, hielten Fotos von Nika hoch und sangen. Manche schnitten sich die Haare ab und verbrannten ihre Kopftücher. In einer Rede bei dieser Gedenkfeier nannte Nasrin Shakarami ihre Tochter eine Märtyrerin, über deren Tod sie untröstlich sei. Erneut schoss die Polizei auf Anwesende.
Nika Shakaramis Tod löste eine weitere solidarische Protestwelle aus und Fotos von ihr sind im ganzen Iran und weltweit auf zahlreichen Demonstrationen, an Hauswänden und auf Plakaten zu sehen. Ihr Name steht im Rahmen der Proteste symbolisch für Menschen, die sich der Islamischen Republik widersetzen und gegen die Repressionen richten.